# Dolichomyia nigria
Dolichomyia nigria är en tvåvingeart som beskrevs av Christian Rudolph Wilhelm Wiedemann 1830. Dolichomyia nigria ingår i släktet Dolichomyia och familjen svävflugor.
Artens utbredningsområde är Venezuela. Inga underarter finns listade i Catalogue of Life.